# Abigail, le pouvoir de l'élue
Pour les articles homonymes, voir Abigaïl.
Pour plus de détails, voir Fiche technique et Distribution.
Abigail, le pouvoir de l'élue (Эбигейл) est un film d'aventure de fantasy russe coécrit et réalisé par Aleksandr Boguslavsky, sorti en 2019.

## Synopsis
Synopsis
Un siècle après le début de la Contamination, l'humanité s'est réfugiée dans les dernières citées fortifiées, où les autorités font régner la terreur pour garder les populations sous contrôle. La jeune Abigail en est certaine : le gouvernement est à l'origine de multiples disparitions, dont celle de son père, un célèbre scientifique. Dans sa quête pour le retrouver, elle entre en contact avec la Guilde, un groupe de résistants aux dons exceptionnels. Cette rencontre va réveiller en elle un pouvoir qui va transformer le destin de l'humanité.

## Fiche technique
Sauf indication contraire, les informations mentionnées dans cette section peuvent être confirmées par la base de données cinématographiques IMDb,  présente dans la section « Liens externes ».
- Titre original : Эбигейл
- Titre français : Abigail, le pouvoir de l'élue
- Réalisation : Aleksandr Boguslavsky
- Scénario : Aleksandr Boguslavsky, Ilya Ipatov, Aleksey Slushchev et Dmitry Zhigalov
- Musique : Ryan Otter
- Décors : Veronika Bodyanskaya et Vladislav Ogay
- Costumes : Tatyana Patrakhaltseva
- Photographie : Yuriy Korobeynikov, Eduard Moshkovich et Yuriy Nikogosov
- Montage : Andrey Anaykin et Artemy Shevchenko
- Production : Vladimir Denisyuk, Viktor Denisyuk, Natalya Frolova, Aleksandr Kurinsky et Yevgeny Melentyev
- Société de production : KD Studios
- Société de distribution : Twentieth Century Fox C.I.S.
- Pays d'origine :  Russie
- Langues originales : russe ; anglais
- Format : couleur
- Genre : aventure de fantasy, Steampunk
- Durée : 110 minutes
- Dates de sortie :
  - Russie : 22 août 2019
  - France : 10 janvier 2020 (DVD et VOD)

## Distribution
- Tinatin Dalakishvili : Abigail Foster
  - Marta Timofeeva : Abigail, jeune
- Eddie Marsan : le père d'Abigail
- Gleb Bochkov : Bale
- Rinal Mukhametov : Norman
- Artyom Tkachenko : William Garrett
- Ravshana Kurkova : Stella
- Ksenia Kutepova : Margaret Foster
- Olivier Siou : Spenser
- Cecile Plage : Lilian
- Nikita Tarasov : Ethan
- Petar Zekavitsa : Roy
- Nikita Dyuvbanov : Marcus
- Ivan Chuykov : Ryan le rebelle